# Plays Metallica by Four Cellos
Plays Metallica by four Cellos es el álbum de estudio de la banda finlandesa Apocalyptica, publicado el 1 de octubre de 1996.
Contiene únicamente versiones del grupo estadounidense Metallica.
Se extrajo un solo sencillo, «Enter Sandman».

## Canciones
1. "Enter Sandman" - 3:42
2. "Master of Puppets" - 7:17
3. "Harvester of Sorrow" - 6:15
4. "The Unforgiven" - 5:23
5. "Sad But True" - 4:48
6. "Creeping Death" - 5:08
7. "Wherever I May Roam" - 6:10
8. "Welcome Home (Sanitarium)" - 5:52

## Personal
- Eicca Toppinen - Chelo.
- Paavo Lötjönen - Chelo.
- Antero Manninen - Chelo.
- Max Lilja - Chelo.